# گروه کارخانجات شیشه اردکان

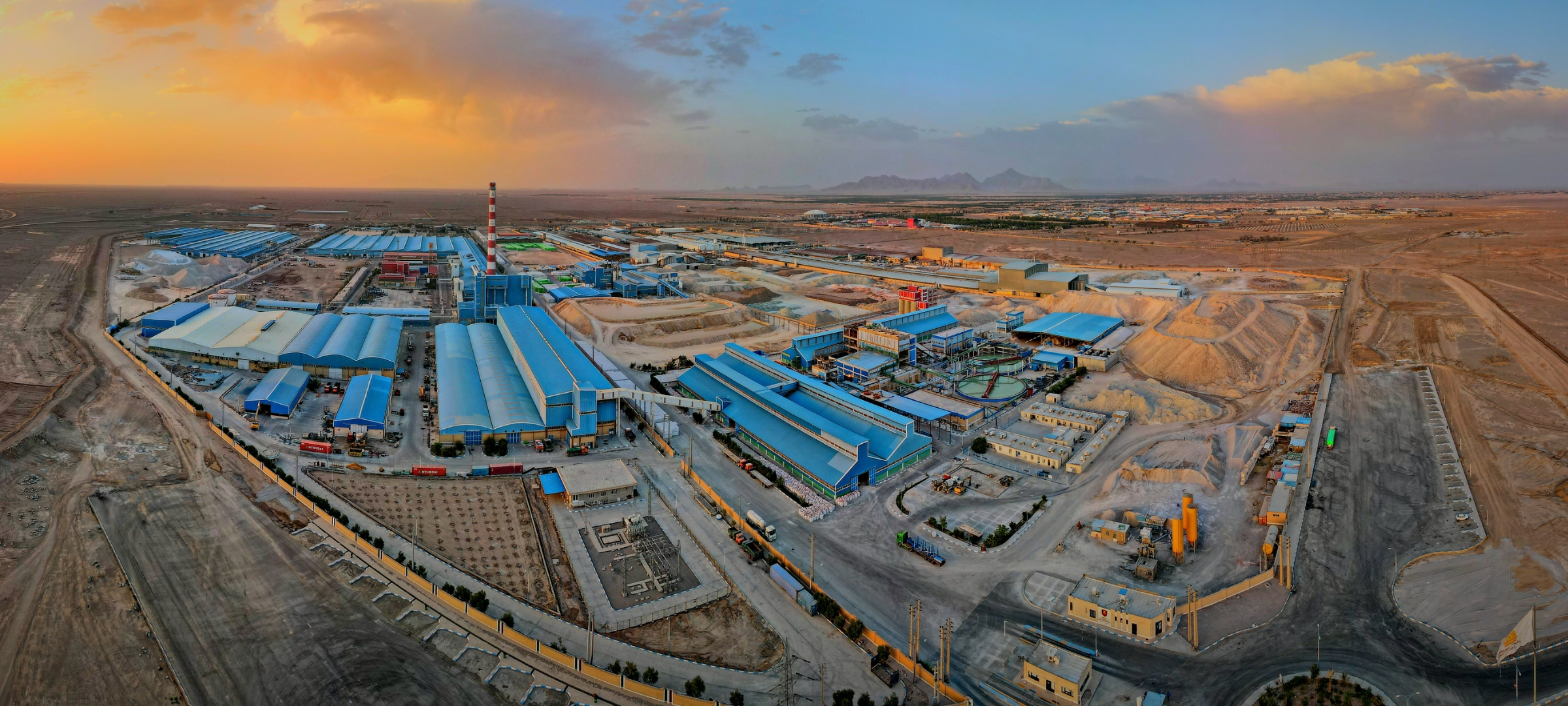

مجموعه گروه کارخانجات شیشه اردکان  ، در سال ١٣٨٧، در زمینی به مساحت 100 هکتار، در اردکان یزد تأسیس شده و طی نیمه دوم سال ١٣٩٠ به بهره‌برداری رسیده است .اکنون گروه کارخانجات شیشه اردکان، با داشتن بزرگ‌ترین کوره تولید شیشه در خاورمیانه، ارائه بیش از صد نوع محصول متفاوت، بهره گیری از نیرو و تخصص 2000 نفر از کارکنان توانا و مالکیت بر معادن عظیم با مرغوبیت بالا، یکی از کامل‌ترین مجموعه‌های تولیدکننده شیشه تخت در غرب آسیا به شمار می‌رود و قادر است محصولاتی با درجه کیفی A ، بر پایه استاندارد JIS ژاپن و CE اروپا تولید کند .
کارخانه شیشه فلوت اردکان، با بهره‌گیری از آخرین تکنولوژی و ماشین آلات روز دنیا، به شکل کاملا مکانیزه و کنترل دقیق کیفیت مواد اولیه، امکان تولید محصولاتی با کلاس A را دارد. شیشه‌های تولیدی این مجموعه، قابل استفاده برای صنایع خودرو، آینه و انواع شیشه‌های ساختمانی بر پایه استانداردهای جهانی هستند.
کارخانه شیشه‌های ساختمانی اردکان
گروه کارخانجات شیشه اردکان، با احداث بزرگ‌ترین مجموعه پروسسینگ شیشه در غرب آسیا، برای تولید انواع شیشه‌های ساختمانی و صنعتی، گامی بزرگ در تحول معماری ایران برداشته است.
مجموعه شیشه اردکان، با تلفیق انواع روش‌های کار روی شیشه از جمله حکاکی اسیدی، اعمال رنگ‌های سرامیکی و آلی و چاپ روی شیشه این توان را دارد که ایده‌های نو معماران کشور را به واقعیت تبدیل کند.
کارخانه فراوری مواد اولیه
کارخانه فرآوری مواد اولیه  اردکان، به عنوان بزرگ‌ترین واحد فرآوری مواد اولیه در غرب آسیا، با ظرفیت تولید روزانه 2500 تن، مشغول به فعالیت است. این کارخانه به دلیل مالکیت بر معادن مواد معدنی مختلف، قادر است کیفیت مواد اولیه را کاملا کنترل و از بروز معایب ناخواسته جلوگیری کند.  این واحد، مواد اولیه مورد نیاز صنایع بسیاری چون شیشه، ظروف چینی، کاشی و سرامیک، صنایع شوینده، بلوک سبک، صنایع مس و صنعت آجر را تامین می‌کند.
کارخانه اردکان هبلکس
کارخانه بلوک سبک اردکان، به منظور حفظ محیط زیست به بهره‌ برداری رسیده و در زمینی به مساحت 20 هکتار تاسیس شده است. ظرفیت تولید آن روزانه 2000 متر مکعب بلوک سبک (هبلکس) است که با توجه به نیاز مشتری، در ابعاد مختلف‌، قابل تولید است. این کارخانه در کنار کارخانه فرآوری اردکان، که یکی از بزرگ‌ترین کارخانه‌های فرآوری خاورمیانه است؛ واقع شده و از سیلیس با خلوص بالا استفاده می‌کند.
کارخانه آجر سیلیکان اردکان
کارخانه آجر سیلیکان اردکان، در زمینی به مساحت 15 هکتار ایجاد شده است و ظرفیت تولید آن، روزانه 300 تن است. تولیدات این کارخانه در ابعاد و رنگ‌های مختلف و با توجه به نیاز بازار قابل تغییر است.
کارخانه ماسه ریخته‌گری اردکان
کارخانه تولید ماسه ریخته‌گری اردکان، با هدف تکمیل سبد محصولات مواد اولیه، به بهرهبرداری رسیده است.  از محصول تولیدی این کارخانه، برای ساخت قالب‌های ریختهگری فلزات مثل فولاد، آلومینیوم و مس استفاده میشود. کارخانه ماسه ریختهگری اردکان، دارای 4 دستگاه دانهبندی سیلیس با ظرفیت تولید 6 تن در ساعت است.
کارخانه اردکان ملات
کارخانه ملات خشک اردکان، در زمینی به مساحت 4000 متر مربع احداث شده است. انواع ملات خشک این کارخانه، با بالاترین کیفیت و با بهره‌گیری از دستگاه‌های کاملا مکانیزه و بدون دخالت نیروی انسانی، تولید و به بازار عرضه می‌شوند. کارخانه اردکان ملات، قابلیت تولید انواع ملات‌های رایج در صنعت ساختمان سازی و صنعتی با ظرفیت 750 تن در روز را داشته و تمامی نیازهای ساختمانی و صنعتی ایران را پوشش می‌دهد.
کارخانه کربنات سدیم بندرعباس
کارخانه کربنات سدیم بندرعباس، در 40 کیلومتری شهر بندرعباس و در زمینی به مساحت 270 هکتار قرار دارد. ظرفیت تولید این واحد 1200000 تن کربنات سدیم در سال است. این مجموعه صنعتی بزرگ دارای کارگاه‌های مختلفی تحت عناوین خط تولید کربنات سدیم سبک و سنگین، کارگاه پخت آهک، خط تهیه آب نمک و استخراج و انتقال مواد معدنی می باشد.